# 7311 Hildehan
7311 Hildehan este un asteroid din centura principală de asteroizi.

## Descriere
7311 Hildehan este un asteroid din centura principală de asteroizi. A fost descoperit pe 14 octombrie 1995 la Sudbury de Dennis di Cicco. El prezintă o orbită caracterizată de o semiaxă mare de 2,83 ua, o excentricitate de 0,05 și o înclinație de 2,2° în raport cu ecliptica.